# Nadja Uhl
Nadja Uhl, född 23 maj 1972 i Stralsund i dåvarande Östtyskland, är en tysk skådespelare. 
Uhl utbildade sig vid Hochschule für Musik und Theater Felix Mendelssohn Bartholdy i Leipzig. 1994 började hon vid Hans Otto Theater i Potsdam. 1994 gjorde in sin första filmroll och fick sitt genombrott 2000 i Volker Schlöndorffs Tystnaden efteråt. Hon är känd för sin roll som Brigitte Mohnhaupt i filmen Der Baader Meinhof Komplex.

## Filmografi (urval)
- 2006 – Fyra minuter
- 2008 – Der Baader Meinhof Komplex